# Vogelfuß-Klee
Der Vogelfuß-Klee (Trifolium ornithopodioides) ist eine Pflanzenart aus der Gattung Klee (Trifolium) in der Unterfamilie der Schmetterlingsblütler (Faboideae) innerhalb der Familie der Hülsenfrüchtler (Fabaceae).

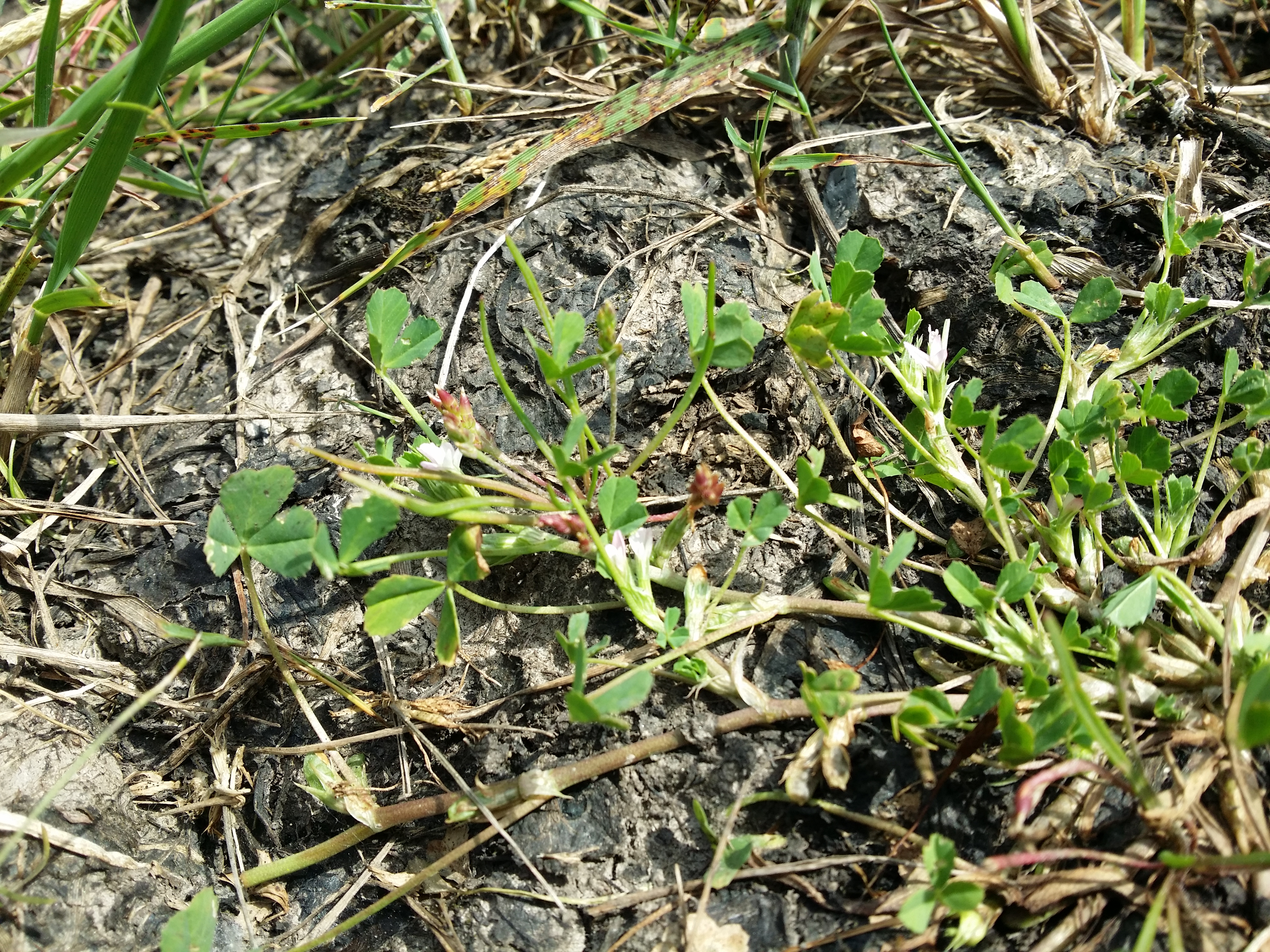
Vogelfuß-Klee (Trifolium ornithopodioides)

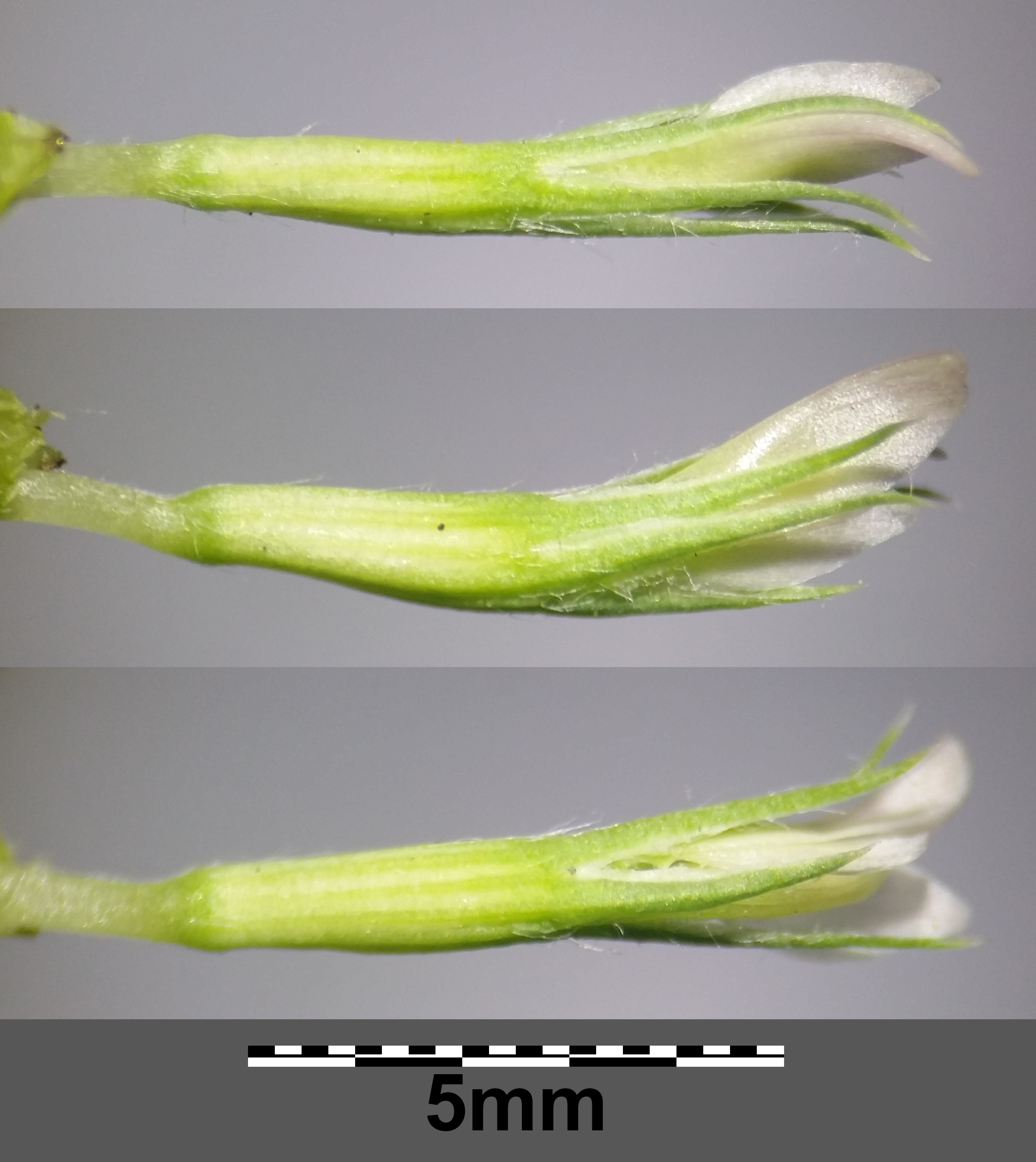
Blüten

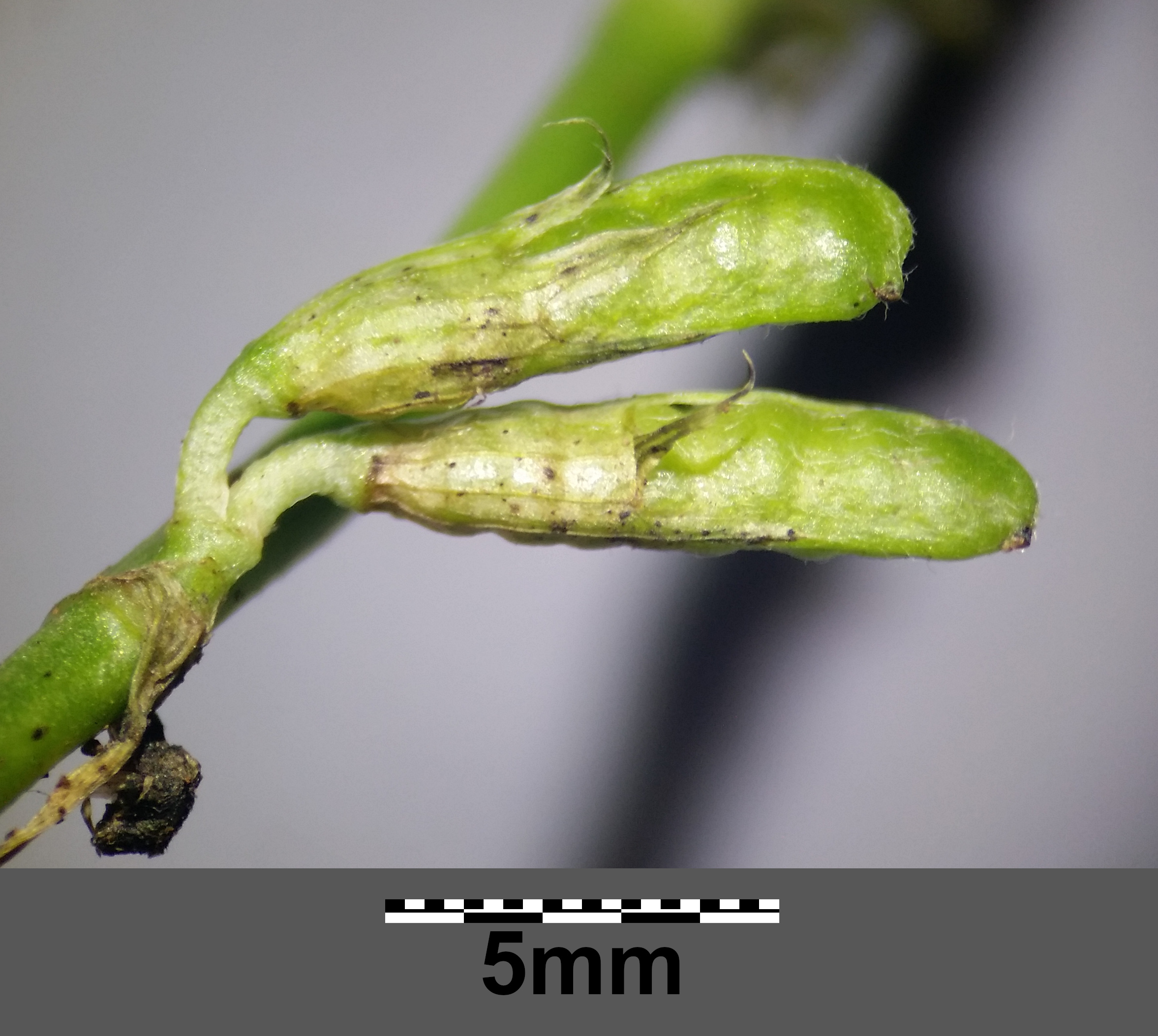
Junge Früchte

## Beschreibung

### Vegetative Merkmale
Der Vogelfuß-Klee ist eine einjährige, krautige Pflanze, die Wuchshöhen von 5 bis 20 Zentimetern erreicht. Der kahle Stängel ist kriechend, lose auf dem Boden liegend.
Die wechselständig angeordneten Laubblätter sind in Blattstiel und Blattspreite gegliedert. Der Blattstiel ist etwa 4 Zentimeter lang. Die Blattspreite ist dreiteilig gefiedert. Die Fiederblättchen sind bei einer Länge von 0,4 bis 1,4 Zentimetern sowie einer Breite von 0,3 bis 0,8 Zentimetern herzförmig und zur Basis hin schmaler werdend. Der Blattrand ist fein gezähnelt. Das obere Ende der Fiederblättchen ist stumpf oder ausgerandet. Die Nebenblätter sind etwa 8 Millimeter lang, lanzettlich und mit scharfer Spitze.

### Generative Merkmale
In den Blattachseln befinden sich auf bis zu 2 Zentimeter langen Blütenstandsschäften in Blütenständen jeweils nur ein bis fünf Blüten in Köpfchen. Die hyalinen Tragblätter sind bei einer Länge von etwa 1 Millimeter lanzettlich. Die 1 bis 3 Millimeter langen, aufrechten Blütenstiele können sich nach der Anthese umbiegen.
Die zwittrigen Blüten sind zygomorph und fünfzählig mit doppelter Blütenhülle. Der Kelch ist etwa 0,5 Zentimeter lang. Er ist im unteren Teil röhrenförmig und zehnnervig. Die Kelchzähne sind dreieckig, mit scharfer Spitze und länger als die Kelchröhre. Die weiße oder rosafarbene Krone ist 0,6 bis 0,8 Zentimeter lang sowie 0,3 bis 0,4 Zentimeter breit und besitzt die typische Form einer Schmetterlingsblüte. Die Fahne ist länglich mit abgerundeter Spitze und länger als Schiffchen und Flügel. 
Die Hülsenfrüchte sind bei einer Länge von 6 bis 10 Millimetern sowie einer Breite von 3 bis 4 Millimetern linealisch. Die Früchte enthalten fünf bis neun Samen und ragen aus dem Kelch heraus. Die Hülsenfrüchte sind leicht gebogen und behaart. Nach der Fruchtreife reißen sie an zwei Nähten auf. Die glatten und braunen Samen sind bei einem Durchmesser von 1 bis 2 Millimetern eiförmig.
Die Chromosomenzahl beträgt 2n = 16.

## Vorkommen
Das Verbreitungsgebiet des Vogelfuß-Klees umfasst den Großteil Südeuropas, Algerien und Marokko, sowie die Balearen und die Azoren. In Europa hat er ursprüngliche Vorkommen in Portugal, Spanien, Frankreich, Italien, Deutschland, Großbritannien, Irland, den Niederlanden, Ungarn, Rumänien, im früheren Jugoslawien und auf Kreta. Neophytische Vorkommen finden sich im südlichen sowie westlichen Australien, auf Neuseeland und den Chatham-Inseln sowie in Südafrika.
In Deutschland ist der Vogelfuß-Klee extrem selten. Aus dem Zeitraum 1990 bis 2010 sind Vorkommen nur aus zwei Gebieten an der nordfriesischen Küste bekannt: auf der Halbinsel Eiderstedt an Deichflächen in Sankt Peter-Ording und gerüchteweise in der Nähe vom Westerhever Leuchtturm, beispielsweise mit Nachweisen für die Halbinsel Eiderstedt (Rasterfeld 1617) aus dem Zeitraum 1961–2007 sowie weiter nordöstlich mit zwei Nachweisen für das Rasterfeld 1419 aus dem Zeitraum 1961–1985. Von den Dünen der Insel Sylt wurde er 1768 angegeben.
Der Vogelfuß-Klee wächst auf Sandtrockenrasen und auf Deichen.

## Systematik
Die Erstveröffentlichung von Trifolium ornithopodioides erfolgte 1753 durch Carl von Linné in Species Plantarum, Tomus II, S. 766. Ein Synonym für Trifolium ornithopodioides L. ist Trigonella ornithopodioides (L.) DC.
Trifolium ornithopodioides ist die einzige Art der monotypischen Untersektion Falcatula in der Sektion Lotoidea innerhalb der Gattung Trifolium.